# 清水年芳
清水 年芳（しみず としよし、生没年不詳）とは、明治時代の浮世絵師。

## 来歴
月岡芳年の門人。『浮世絵師人名辞書』に「芳年門人、明治」、明治19年（1886年）頃に芳年から27名の門人たちにあてた書状（芳年門人一覧）には「神田区東紺屋町五番地　清水年芳殿」とあるが、そのほかの経歴や作については不明。